# Winsumi vonatkatasztrófa
A winsumi vonatkatasztrófa 1980. július 25-én történt Winsum városa mellett, Hollandiában, Groningen tartományban. A szerencsétlenségben 9 ember életét vesztette, 21 ember megsebesült.

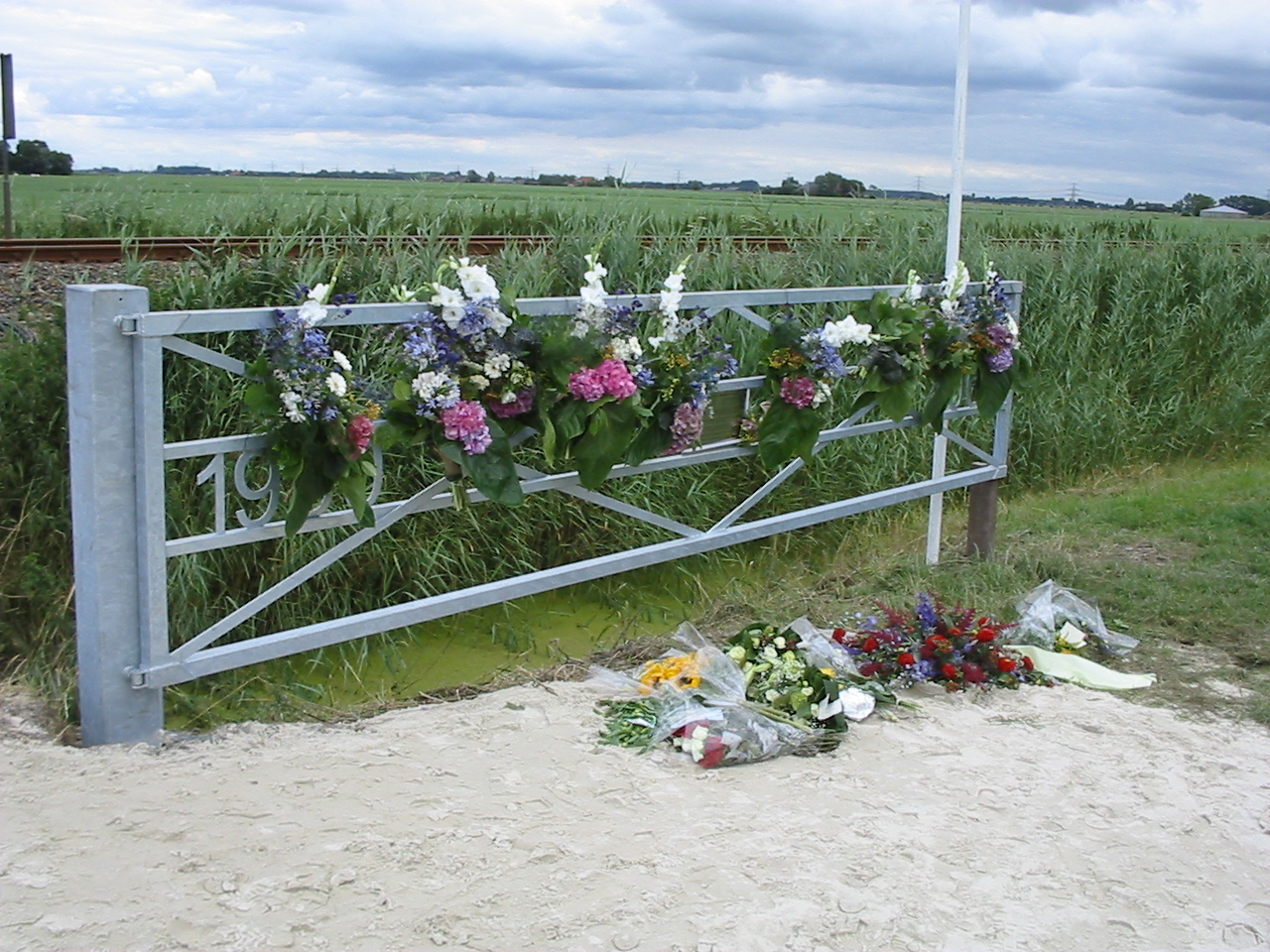
Emlékkapu a helyszín közelében

A baleset a Sauwerd és Roodeschool közti egyvágányú vasútvonalon történt, amelyen nem voltak kiépítve vasúti jelzőberendezések, melyek helyett a mozdonyvezetőket rádión tájékoztatták a pályán közlekedő vonatok tartózkodási helyéről, ami csak némiképp volt biztonságosabb azon vasútvonalaknál, ahol még ennyi biztonságtechnikai megoldást sem alkalmaztak. 
Július 25-én ködös reggel volt és a 8726-os számú ingázó vonat vezetője épp elhagyta a winsumi vasútállomást. A köd miatt a mozdonyvezető nem láthatta a Sauwerd felől érkező 8713-as számú szerelvényt, amelyre őt előzőleg figyelmeztették, és utasították, hogy addig ne induljon el Winsumból, amíg a másik szerelvény el nem haladt. A frontális ütközés következtében mindkét vonat kisiklott.
A baleset okait a mai napig nem sikerült tisztázni.

## Fordítás
Ez a szócikk részben vagy egészben  a   Winsum train disaster című angol Wikipédia-szócikk ezen változatának fordításán alapul.  Az eredeti cikk szerkesztőit annak laptörténete sorolja fel. Ez a jelzés csupán a megfogalmazás eredetét és a szerzői jogokat jelzi, nem szolgál a cikkben szereplő információk forrásmegjelöléseként.